# 26. lipnja
26. lipnja (26. 6.) 177. je dan godine po gregorijanskom kalendaru (178. u prijestupnoj godini).
Do kraja godine ima još 188 dana.

## Događaji
- 363. – Rimski car Julijan Apostat ubijen pri povlačenju iz Sasanidskog Carstva; rimske postrojbe carem su proglasile generala Jovijana.
- 1409. – Zapadna šizma: Katolička crkva utonula u dublje podjele; Petros Philagros imenovan papom Aleksandrom V. nakon Vijeća u Pisi, te istovremeno biva papom zajedno uz papu Grgura XII. u Rimu i papu Benedikta XII. u Avignonu.
- 1718. – Ruski carević Aleksej Petrovič, sin Petra Velikog, ubijen pod tajnovitim okolnostima nakon što ga je otac osudio na smrt zbog urote.
- 1723. – Nakon opsade i topovske paljbe, Baku se predao Rusiji.
- 1816. – Aachenskim sporazumom formiran Neutralni Moresnet.
- 1819. – Patentiran je bicikl.
- 1843. – Hong Kong proglašen britanskom kraljevskom kolonijom
- 1858. – Nakon ustanka seljaka, kineski carski dvor sklapa Tientsinski ugovor s Britanijom i Francuskom, kojim je Kina otvorila vrata strancima.
- 1870. – Kršćanski blagdan Božić proglašen saveznim blagdanom u SAD-u.
- 1889. – Albert Dolisie i Alfred Uzac osnovali grad Bangui, danas glavni grad Srednjoafričke Republike.
- 1917. – Prvi svjetski rat: prve američke postrojbe stigle u Francusku da se bore uz Ujedinjeno Kraljevstvo protiv Njemačke.
- 1924. – Američke okupacijske snage napustile Dominikansku Republiku.
- 1940. – Drugi svjetski rat: Sovjetski savez je, u skladu sa Sporazumom Molotov-Ribbentrop, poslao Rumunjskoj ultimatum za prepuštanje Besarabije i sjevernog dijela Bukovine SSSR-u.
- 1941. – Drugi svjetski rat: Sovjetski savez bombardirao grad Kassu u Mađarskoj čime je dao povoda Mađarskoj da objavi rat SSSR-u idući dan.
- 1945. – Potpisana Povelja Ujedinjenih naroda.
- 1953. – Nikita Hruščov naredio uhićenje ministra unutarnjih poslova SSSR-a Lavrentija Berije i drugih članova Politbiroa.
- 1960. – Britanski protektorat Britanski Somaliland proglasio je neovisnost i postao Somaliland.
- 1963. – John F. Kennedy u Zapadnom Berlinu održao govor Ich bin ein Berliner, dajući potporu Zapadnoj Njemačkoj nedugo poslije sovjetske podrške Istočnoj Njemačkoj za podizanje Berlinskog zida.
- 1977. – Elvis Presley u Indianapolisu održao je svoj posljednji koncert.
- 1991. – Pobunjeni hrvatski Srbi uz pomoć JNA napali policijsku postaju MUP-a RH u Glini.
- 1991. – Hrvatski sabor donio Zakon o Hrvatskoj akademiji znanosti i umjetnosti, kao najvišoj znanstvenoj i umjetničkoj ustanovi u Hrvatskoj, čime je zakonski potvrdio njezino ranije djelovanje (JAZU).
- 1991. – Počeo je Desetodnevni rat napadom Jugoslavenske narodne armije na Sloveniju.
- 1992. – Završila je Operacija Lipanjske zore kojom je Hrvatsko vijeće obrane oslobodilo dolinu rijeke Neretve i grad Mostar.
- 1995. – Hamid bin Kalifa al-Tani svrgnuo oca Kalifu bin Hamada al-Tanija s položaja katarskog emira u državnom udaru bez žrtava.

| - 1694. – Georg Brandt, švedski kemičar i mineralog te otkrivač kobalta († 1768.) - 1911. – Babe Didrikson Zaharias, američka atletičarka († 1956.) - 1926. – Jérôme Lejeune, francuski liječnik i genetičar († 1994.) - 1933. – Claudio Abbado, talijanski dirigent († 2014.) - 1956. – Davorko Vidović, hrvatski političar - 1964. – Tommi Mäkinen, finski reli vozač - 1968. – Paolo Maldini, talijanski nogometaš - 1974. – Ecija Ojdanić, hrvatska glumica - 1993. – Ariana Grande, američka pjevačica i glumica | - 1541. – Francisco Pizarro, španjolski istraživač i konkvistador - 1905. – Hans Urs von Balthasar, švicarski katolički teolog († 1988.) - 1943. – Karl Landsteiner, austrijski liječnik, nobelovac (* 1868.) - 1958. – Andrija Štampar, hrvatski liječnik - 1959. – Malcolm Lowry, britanski romanopisac (* 1909.) - 1975. – Josemaría Escrivá, utemeljitelj Opusa Dei, katolički svetac - 2025. – Renata Waldgoni, hrvatska arhitektica (* 1957.) |

## Blagdani i spomendani
- Ivan i Pavao, kršćanski mučenici iz 4. stoljeća